# Coenosia dealbata
Coenosia dealbata este o specie de muște din genul Coenosia, familia Muscidae. A fost descrisă pentru prima dată de Zetterstedt în anul 1838. Conform Catalogue of Life specia Coenosia dealbata nu are subspecii cunoscute.